# Lochwinnoch

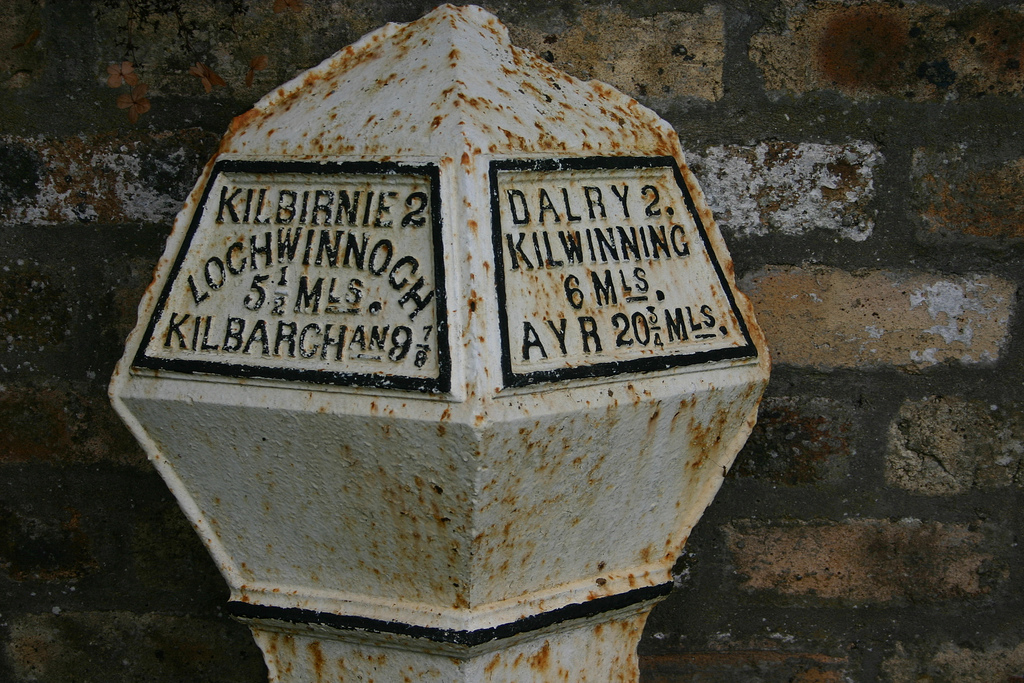
Kamień milowy znajdujący się w Lochwinnoch

Lochwinnoch (gael. Loch Eanach) – miasto znajdujące się w Renfrewshire w Szkocji, leżące nad rzeką Castle Semple Loch. Populacja miasta wynosi 2628. Lochwinnoch jest głównie traktowane jako miasto-sypialnia.
W mieście znajduje się jedna szkoła podstawowa, Lochwinnoch Primary School. Znajduje się ona na Calder Street.
Na południowym wschodzie od Lochwinnoch znajduje się miejska stacja kolejowa, która otwarta została w 1840 roku.